# Pape Gueye
Pape Alassane Gueye (Montreuil, 24 gennaio 1999) è un calciatore francese naturalizzato senegalese, centrocampista del Villarreal e della nazionale senegalese, con cui si è laureato campione d'Africa nel 2022.

## Caratteristiche tecniche
Centrocampista box-to-box molto forte fisicamente, abbina una buona visione di gioco ad uno stile di gioco aggressivo.

## Carriera

### Club
Nato a Montreuil da genitori di origini senegalesi, ha iniziato la propria carriera nel Blanc-Mesnil prima di entrare a far parte del settore giovanile del Le Havre. Promosso nella seconda squadra nel 2016, ha esordito il 27 agosto disputando l'incontro di Championnat de France amateur perso 2-0 contro il Drancy mentre il 22 ottobre seguente ha trovato la prima rete in occasione della sconfitta pere 3-1 contro l'Entente SSG.
Il 5 maggio 2017 ha esordito in prima squadra giocando gli ultimi minuti dell'incontro di Ligue 1 pareggiato 0-0 contro il Niort ed il mese successivo ha firmato il suo primo contratto professionistico con il club francese. Promosso definitivamente in prima squadra a partire dalla stagione 2018-2019, dopo un'annata trascorsa principalmente da subentrante ha ottenuto un posto nella formazione titolare a partire dall'agosto 2019.
Il 15 gennaio 2020 ha firmato un pre-contratto con il Watford valido a partire dal luglio seguente, una volta scaduto il contratto con il Le Havre. Il 29 aprile il trasferimento è stato ufficializzato sul sito del club inglese ma il giorno dopo il nuovo procuratore del giocatore ha annunciato l'esistenza di alcune problematiche ancora irrisolte smentendo l'esito positivo della trattativa. Il 14 giugno seguente il giocatore ha annunciato di aver annullato l'accordo, non entrato ancora in vigore.
Il 1º luglio 2020 si è accordato con l'Olympique Marsiglia, dove è approdato da svincolato firmando un contratto quadriennale. Ha debuttato in Ligue 1 il 30 agosto disputando l'incontro vinto 3-2 contro il Brest.
Il 30 gennaio 2023 viene ceduto in prestito al Siviglia, dove ritrova il suo vecchio allenatore Jorge Sampaoli.
A fine anno fa ritorno al Marsiglia; con i biancazzurri disputa una stagione (in cui ha trovato poco spazio) per poi lasciare il club a fine anno al termine del suo contratto.
Il 5 luglio 2024 torna a giocare in Spagna firmando un quadriennale con il Villarreal.

### Nazionale
Dopo avere rappresentato le selezioni giovanili francesi, il 5 novembre 2021 decide di rappresentare il Senegal, nazionale delle sue origini. Esordisce 9 giorni dopo in occasione del successo per 2-0 contro la Rep. del Congo.
Nel novembre 2022 viene convocato per i Mondiali 2022 in Qatar.
Convocato per la Coppa d'Africa 2023, nel corso del torneo realizza la sua prima rete per i senegalesi nel successo per 3-0 ai gironi contro il Gambia.

## Controversie
A causa d'irregolarità riscontrate nel suo trasferimento all'Olympique Marsiglia gli sono stati comminati 4 mesi di squalifica, oltreché il blocco del mercato del club francese per sessioni e un risarcimento di 2,5 milioni di euro al Watford, società che avrebbe dovuto acquistare Gueye.

## Statistiche

### Presenze e reti nei club
Statistiche aggiornate al 26 maggio 2024.
| Stagione                   | Squadra                    | Campionato                 | Campionato | Campionato | Coppe nazionali | Coppe nazionali | Coppe nazionali | Coppe continentali | Coppe continentali | Coppe continentali | Altre coppe | Altre coppe | Altre coppe | Totale | Totale | Totale |
| Stagione                   | Squadra                    | Comp                       | Pres       | Reti       | Comp            | Pres            | Reti            | Comp               | Pres               | Reti               | Comp        | Pres        | Reti        | Pres   | Reti   |        |
| -------------------------- | -------------------------- | -------------------------- | ---------- | ---------- | --------------- | --------------- | --------------- | ------------------ | ------------------ | ------------------ | ----------- | ----------- | ----------- | ------ | ------ | ------ |
| 2016-2017                  | Le Havre 2                 | CFA                        | 11         | 1          |                 | -               | -               |                    | -                  | -                  |             | -           | -           | 11     | 1      |        |
| 2017-2018                  | Le Havre 2                 | N2                         | 18         | 1          |                 | -               | -               |                    | -                  | -                  |             | -           | -           | 18     | 1      |        |
| 2018-2019                  | Le Havre 2                 | N2                         | 10         | 0          |                 | -               | -               |                    | -                  | -                  |             | -           | -           | 10     | 0      |        |
| Totale Le Havre 2          | Totale Le Havre 2          | Totale Le Havre 2          | 39         | 2          |                 | -               | -               |                    | -                  | -                  |             | -           | -           | 39     | 2      |        |
| 2016-2017                  | Le Havre                   | L2                         | 1          | 0          | CF+CdL          | 0               | 0               |                    | -                  | -                  |             | -           | -           | 1      | 0      |        |
| 2017-2018                  | Le Havre                   | L2                         | 1          | 0          | CF+CdL          | 0               | 0               |                    | -                  | -                  |             | -           | -           | 1      | 0      |        |
| 2018-2019                  | Le Havre                   | L2                         | 12         | 0          | CF+CdL          | 1+1             | 0               |                    | -                  | -                  |             | -           | -           | 14     | 0      |        |
| 2019-2020                  | Le Havre                   | L2                         | 25         | 0          | CF+CdL          | 1+0             | 0               |                    | -                  | -                  |             | -           | -           | 26     | 0      |        |
| Totale Le Havre            | Totale Le Havre            | Totale Le Havre            | 39         | 0          |                 | 3               | 0               |                    | -                  | -                  |             | -           | -           | 42     | 0      |        |
| 2020-2021                  | Olympique Marsiglia        | L1                         | 32         | 2          | CF              | 2               | 0               | UCL                | 2                  | 0                  | SF          | 1           | 0           | 37     | 2      |        |
| 2021-2022                  | Olympique Marsiglia        | L1                         | 28         | 0          | CF              | 1               | 0               | UEL+UECL           | 6+7                | 0+1                |             | -           | -           | 42     | 1      |        |
| 2022-gen. 2023             | Olympique Marsiglia        | L1                         | 14         | 1          | CF              | 2               | 0               | UCL                | 3                  | 0                  |             | -           | -           | 19     | 1      |        |
| gen.-giu. 2023             | Siviglia                   | PD                         | 16         | 1          | CR              | 0               | 0               | UEL                | -                  | -                  |             | -           | -           | 16     | 1      |        |
| 2023-2024                  | Olympique Marsiglia        | L1                         | 15         | 1          | CF              | 0               | 0               | UCL+UEL            | 0+0                | 0+0                |             | -           | -           | 15     | 1      |        |
| Totale Olympique Marsiglia | Totale Olympique Marsiglia | Totale Olympique Marsiglia | 89         | 4          |                 | 5               | 0               |                    | 18                 | 1                  |             | 1           | 0           | 113    | 5      |        |
| Totale carriera            | Totale carriera            | Totale carriera            | 183        | 7          |                 | 8               | 0               |                    | 18                 | 1                  |             | 1           | 0           | 210    | 8      |        |

### Cronologia presenze e reti in nazionale
| Cronologia completa delle presenze e delle reti in nazionale ― Senegal | Cronologia completa delle presenze e delle reti in nazionale ― Senegal | Cronologia completa delle presenze e delle reti in nazionale ― Senegal | Cronologia completa delle presenze e delle reti in nazionale ― Senegal | Cronologia completa delle presenze e delle reti in nazionale ― Senegal | Cronologia completa delle presenze e delle reti in nazionale ― Senegal | Cronologia completa delle presenze e delle reti in nazionale ― Senegal | Cronologia completa delle presenze e delle reti in nazionale ― Senegal |
| Data                                                                   | Città                                                                  | In casa                                                                | Risultato                                                              | Ospiti                                                                 | Competizione                                                           | Reti                                                                   | Note                                                                   |
| ---------------------------------------------------------------------- | ---------------------------------------------------------------------- | ---------------------------------------------------------------------- | ---------------------------------------------------------------------- | ---------------------------------------------------------------------- | ---------------------------------------------------------------------- | ---------------------------------------------------------------------- | ---------------------------------------------------------------------- |
| 14-11-2021                                                             | Thiès                                                                  | Senegal                                                                | 2 – 0                                                                  | Rep. del Congo                                                         | Qual. Mondiali 2022                                                    | -                                                                      | 59’                                                                    |
| 10-1-2022                                                              | Bafoussam                                                              | Senegal                                                                | 1 – 0                                                                  | Zimbabwe                                                               | Coppa d'Africa 2021 - 1º turno                                         | -                                                                      | 77’                                                                    |
| 18-1-2022                                                              | Bafoussam                                                              | Malawi                                                                 | 0 – 0                                                                  | Senegal                                                                | Coppa d'Africa 2021 - 1º turno                                         | -                                                                      | 72’ 75’                                                                |
| 25-1-2022                                                              | Bafoussam                                                              | Senegal                                                                | 2 – 0                                                                  | Capo Verde                                                             | Coppa d'Africa 2021 - Ottavi di finale                                 | -                                                                      | 82’                                                                    |
| 30-1-2022                                                              | Yaoundé                                                                | Senegal                                                                | 3 – 1                                                                  | Guinea Equatoriale                                                     | Coppa d'Africa 2021 - Quarti di finale                                 | -                                                                      | 18’ 65’                                                                |
| 2-2-2022                                                               | Yaoundé                                                                | Burkina Faso                                                           | 1 – 3                                                                  | Senegal                                                                | Coppa d'Africa 2021 - Semifinale                                       | -                                                                      | 65’                                                                    |
| 6-2-2022                                                               | Yaoundé                                                                | Senegal                                                                | 0 – 0 dts (4 – 2 dtr)                                                  | Egitto                                                                 | Coppa d'Africa 2021 - Finale                                           | -                                                                      | 66’                                                                    |
| 25-3-2022                                                              | Il Cairo                                                               | Egitto                                                                 | 1 – 0                                                                  | Senegal                                                                | Qual. Mondiali 2022                                                    | -                                                                      | 90’                                                                    |
| 29-3-2022                                                              | Dakar                                                                  | Senegal                                                                | 1 – 0 dts (3 – 1 dtr)                                                  | Egitto                                                                 | Qual. Mondiali 2022                                                    | -                                                                      | 81’                                                                    |
| 4-6-2022                                                               | Diamniadio                                                             | Senegal                                                                | 3 – 1                                                                  | Benin                                                                  | Qual. Coppa d'Africa 2023                                              | -                                                                      | 67’                                                                    |
| 7-6-2022                                                               | Kigali                                                                 | Ruanda                                                                 | 0 – 1                                                                  | Senegal                                                                | Qual. Coppa d'Africa 2023                                              | -                                                                      | 71’                                                                    |
| 24-9-2022                                                              | Orléans                                                                | Bolivia                                                                | 0 – 2                                                                  | Senegal                                                                | Amichevole                                                             | -                                                                      | 75’                                                                    |
| 21-11-2022                                                             | Doha                                                                   | Senegal                                                                | 0 – 2                                                                  | Paesi Bassi                                                            | Mondiali 2022 - 1º turno                                               | -                                                                      | 74’                                                                    |
| 29-11-2022                                                             | Al Rayyan                                                              | Ecuador                                                                | 1 – 2                                                                  | Senegal                                                                | Mondiali 2022 - 1º turno                                               | -                                                                      |                                                                        |
| 4-12-2022                                                              | Al Khor                                                                | Inghilterra                                                            | 3 – 0                                                                  | Senegal                                                                | Mondiali 2022 - Ottavi di finale                                       | -                                                                      | 46’                                                                    |
| 17-6-2023                                                              | Cotonou                                                                | Benin                                                                  | 1 – 1                                                                  | Senegal                                                                | Qual. Coppa d'Africa 2023                                              | -                                                                      | 79’                                                                    |
| 20-6-2023                                                              | Lisbona                                                                | Brasile                                                                | 2 – 4                                                                  | Senegal                                                                | Amichevole                                                             | -                                                                      | 83’                                                                    |
| 8-1-2024                                                               | Diamniadio                                                             | Senegal                                                                | 1 – 0                                                                  | Niger                                                                  | Amichevole                                                             | -                                                                      | 61’                                                                    |
| 15-1-2024                                                              | Yamoussoukro                                                           | Senegal                                                                | 3 – 0                                                                  | Gambia                                                                 | Coppa d'Africa 2023 - 1º turno                                         | 1                                                                      | 79’                                                                    |
| 19-1-2024                                                              | Yamoussoukro                                                           | Senegal                                                                | 3 – 1                                                                  | Camerun                                                                | Coppa d'Africa 2023 - 1º turno                                         | -                                                                      |                                                                        |
| 23-1-2024                                                              | Yamoussoukro                                                           | Guinea                                                                 | 0 – 2                                                                  | Senegal                                                                | Coppa d'Africa 2023 - 1º turno                                         | -                                                                      | 72’                                                                    |
| 6-6-2024                                                               | Diamniadio                                                             | Senegal                                                                | 1 – 1                                                                  | RD del Congo                                                           | Qual. Mondiali 2026                                                    | -                                                                      | 62’ 90+7’                                                              |
| 6-9-2024                                                               | Diamniadio                                                             | Senegal                                                                | 1 – 1                                                                  | Burkina Faso                                                           | Qual. Coppa d'Africa 2025                                              | -                                                                      |                                                                        |
| 9-9-2024                                                               | Lilongwe                                                               | Burundi                                                                | 0 – 1                                                                  | Senegal                                                                | Qual. Coppa d'Africa 2025                                              | -                                                                      |                                                                        |
| 11-10-2024                                                             | Dakar                                                                  | Senegal                                                                | 4 – 0                                                                  | Malawi                                                                 | Qual. Coppa d'Africa 2025                                              | 1                                                                      | 81’                                                                    |
| 15-10-2024                                                             | Lilongwe                                                               | Malawi                                                                 | 0 – 1                                                                  | Senegal                                                                | Qual. Coppa d'Africa 2025                                              | -                                                                      | 60’ 72’                                                                |
| 14-11-2024                                                             | Bamako                                                                 | Burkina Faso                                                           | 0 – 1                                                                  | Senegal                                                                | Qual. Coppa d'Africa 2025                                              | -                                                                      |                                                                        |
| 22-3-2025                                                              | Bengasi                                                                | Sudan                                                                  | 0 – 0                                                                  | Senegal                                                                | Qual. Mondiali 2026                                                    | -                                                                      | 46’                                                                    |
| 10-6-2025                                                              | West Bridgford                                                         | Inghilterra                                                            | 1 – 3                                                                  | Senegal                                                                | Amichevole                                                             | -                                                                      | 70’                                                                    |
| Totale                                                                 |                                                                        | Presenze                                                               | 29                                                                     |                                                                        | Reti                                                                   | 2                                                                      |                                                                        |

## Palmarès

### Competizioni internazionali
- UEFA Europa League: 1

Siviglia: 2022-2023

### Nazionale
- Coppa d'Africa: 1

Camerun 2021